# Ceylon Tea Lion Logo
Ceylon Tea Lion Logo – znak jakości i znak towarowy mający za zadanie gwarantować stuprocentowe pochodzenie herbaty cejlońskiej.
Logo jest własnością Sri Lanka Tea Board (głównego organu regulacyjnego i administracyjnego Sri Lanki w branży herbacianej). Przedsiębiorstwo to jest odpowiedzialna za badania laboratoryjne oraz ocenę jakości (walidację) herbaty cejlońskiej przed jej aukcją i eksportem. Zajmuje się również ratyfikacją cen i wydawaniem certyfikatów jakości dla krajów Wspólnoty Niepodległych Państw, marketingiem i public relations oraz prowadzeniem degustacji i zajęć oraz propagowaniem sztuki parzenia herbaty dla gości krajowych i zagranicznych. Rozpatruje wnioski o przyznanie logo i instruuje użytkowników o jego zastosowaniu.
Umieszczenie logo na produkcie odróżnia herbatę cejlońską od innych odmian i marek herbat dostępnych na całym świecie pod wieloma nazwami i służy jako świadectwo jej jakości. Daje gwarancję, że herbata zawarta w opakowaniu to czysta herbata cejlońska bez domieszek żadnych innych herbat, nawet w minimalnym lub śladowym zakresie.
Aby zdobyć prawo używania znaku należy być osobą lub grupą osób, które posiadają ważną licencję na pakowanie herbaty zgodnie z wymogami Sri Lanka Tea Board. Logo nie mogą używać zagraniczni importerzy, producenci i dystrybutorzy, nawet jeśli zawartość ich produktu stanowi w stu procentach herbata cejlońska. Tylko sprzedawcy herbaty ze Sri Lanki uprawiający i wytwarzający herbatę na Sri Lance, mogą używać znaku.